# ترونگ هوا
ترونگ هوا (به لاتین: Trọng Hóa) یک منطقهٔ مسکونی در ویتنام است که در استان کوانگ‌بن واقع شده‌است.